# (467299) 2016 EY198
(467299) 2016 EY198 es un asteroide perteneciente al cinturón de asteroides, descubierto el 24 de diciembre de 2006 por el equipo Spacewatch desde el Observatorio Nacional de Kitt Peak (Arizona, Estados Unidos).